# Jitka Landová
Jitka Landová (ur. 20 lipca 1990) – czeska biathlonistka, brązowa medalistka olimpijska, wicemistrzyni Europy.

## Osiągnięcia

### Zimowe igrzyska olimpijskie
| Rok  | Miejscowość | Konkurencje | Konkurencje | Konkurencje | Konkurencje | Konkurencje | Konkurencje | Konkurencje |
| Rok  | Miejscowość | IN          | SP          | PU          | MS          | RL          | MR          | SR          |
| ---- | ----------- | ----------- | ----------- | ----------- | ----------- | ----------- | ----------- | ----------- |
| 2014 | Soczi       | 59.         | 49.         | 51.         | –           | 3.          | –           | –           |

### Mistrzostwa świata
| Rok  | Miejscowość          | Konkurencje | Konkurencje | Konkurencje | Konkurencje | Konkurencje | Konkurencje | Konkurencje |
| Rok  | Miejscowość          | IN          | SP          | PU          | MS          | RL          | MR          | SR          |
| ---- | -------------------- | ----------- | ----------- | ----------- | ----------- | ----------- | ----------- | ----------- |
| 2012 | Ruhpolding           | 82.         | 73.         | –           | –           | 10.         | –           | –           |
| 2013 | Nové Město na Moravě | 61.         | 47.         | 42.         | –           | 10.         | –           | –           |
| 2015 | Kontiolahti          | 75.         | 66.         | –           | –           | 8.          | –           | –           |

### Puchar Świata

#### Miejsca w klasyfikacji generalnej
| Sezon     | Miejsce |
| --------- | ------- |
| 2012/2013 | 97.     |
| 2013/2014 | 75.     |
| 2014/2015 | 48.     |

### Mistrzostwa Europy
| Rok  | Miejscowość | Konkurencje | Konkurencje | Konkurencje | Konkurencje | Konkurencje | Konkurencje | Konkurencje |
| Rok  | Miejscowość | IN          | SP          | PU          | MS          | RL          | MR          | SR          |
| ---- | ----------- | ----------- | ----------- | ----------- | ----------- | ----------- | ----------- | ----------- |
| 2010 | Otepää      | 21.         | 25.         | 23.         | nd.         | 10.         | nd.         | –           |
| 2011 | Ridnaun     | 25.         | 23.         | 16.         | nd.         | nd.         | 8.          | –           |
| 2013 | Bansko      | 29.         | 18.         | 15.         | nd.         | 2.          | nd.         | –           |

### Mistrzostwa świata juniorów
| Rok  | Miejscowość          | Konkurencje | Konkurencje | Konkurencje | Konkurencje | Konkurencje | Konkurencje | Konkurencje |
| Rok  | Miejscowość          | IN          | SP          | PU          | MS          | RL          | MR          | SR          |
| ---- | -------------------- | ----------- | ----------- | ----------- | ----------- | ----------- | ----------- | ----------- |
| 2010 | Torsby               | 53.         | 32.         | 36.         | nd.         | 8.          | nd.         | –           |
| 2011 | Nové Město na Moravě | 30.         | 20.         | 24.         | nd.         | 9.          | nd.         | –           |